# Frank Griffiths Escardó
Frank Griffiths Escardó (Lima, 1923-2018), político y funcionario peruano. Fue ministro de Trabajo y Asuntos Indígenas en el primer gobierno de Fernando Belaúnde Terry; y presidente del IPSS, bajo el segundo gobierno del mismo.

## Biografía
Hijo del súbdito inglés Percy Griffiths Randal y de la dama pisqueña Teresa Escardó Salazar.
En el primer gobierno de Fernando Belaúnde fue nombrado ministro de Trabajo y Asuntos Indígenas, en reemplazo de Miguel Cussianovich. Juró el cargo el 27 de julio de 1964,  integrando el gabinete ministerial presidido por Fernando Schwalb López-Aldana. Durante su gestión creó la Sub-Dirección Regional de Trabajo del Callao, para descongestionar y dar mayor celeridad a las reclamaciones y denuncias em el ámbito laboral. De otro lado, preparó programas para la asistencia crediticia, técnica, social, cultural y cívica de las comunidades indígenas. Así como firmó la Ley 15260 que creó el Instituto Nacional de Cooperativas, que significó un impulso al cooperativismo en el Perú. Dejó el cargo de ministro en septiembre de 1965, siendo sucedido por Miguel Dammert.
En 1982, ya bajo el segundo belaundismo, fue nombrado presidente del Instituto Peruano de Seguridad Social (IPSS). Los mayores problemas que encontró fueron las deudas que el Estado y el sector privado tenían con la institución, así como el exceso de burocracia. No obstante, hizo lo posible para mejorar la atención de los asegurados. Renunció a este cargo en febrero de 1985.